# Pierre Taittinger
Pierre-Charles Taittinger (París, 4 de octubre de 1887-París, 22 de enero de 1965) fue un político francés, líder de Jeunesses patriotes y del Parti républicain national et social. 

## Biografía
Nació en París el 4 de octubre de 1887.

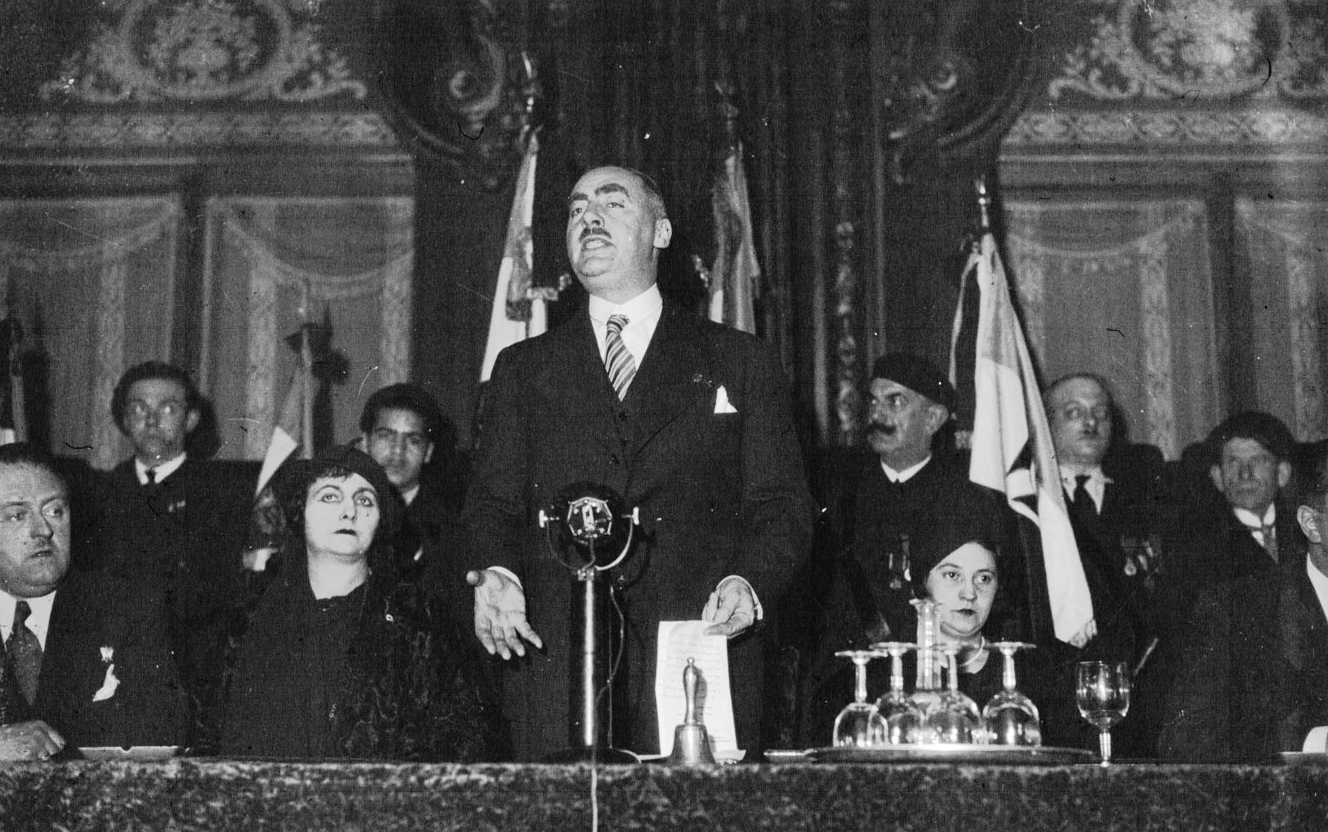
Mitin de Taittinger en 1936.

Taittinger, que ocupó un asiento de diputado por la Charente-Inférieure (1919-1924) y por Seine (1924-1942), fundó y lideró a la liga política de los Jóvenes Patriotas en abril de 1924. En 1933 radicalizó a la formación, empleando un discurso a favor de una dictadura. Fue también el fundador de las entidades sucesoras de Jeunesses Patriotes, el Parti national populaire (1935) y el Parti républicain national et social, que desapareció en junio de 1940.
La posición de Taittinger, que carecía de la ascendencia y autoridad de François de La Rocque, ha sido descrita como a caballo entre la derecha fascista y la no fascista.
Entre mayo de 1943 y agosto de 1944, durante la ocupación alemana, fue presidente del Consejo Municipal de París.
Falleció en su ciudad natal el 22 de enero de 1965.